# Belgaza
Belgaza (en rus: Белгаза) és un poble de l'óblast de Saràtov, a Rússia, segons el cens del 2021 tenia 494 habitants. Pertany al districte municipal d'Atkarsk.